# Pachypanchax sparksorum
Спарксовий пахипанхакс (Pachypanchax sparksorum) — тропічний прісноводний вид риб з родини аплохейлових (Aplocheilidae), один із чотирьох мадагаскарських представників роду пахипанхакс, які описав Пол Луазель (англ. Paul Loiselle) з Нью-Йоркського акваріума 2006 року. Отримав назву на честь Джона Спаркса (англ. John S. Sparks) з Американського музею природознавства та його дружини Карен Райсенг Спаркс (англ. Karen Riseng Sparks), які першими задокументували присутність особливого пахипанхакса в басейні річки Анкофія та зібрали більшу частину серії типових зразків. До отримання офіційного опису вид був відомий під назвою Pachypanchax sp. nov. 'Anjingo'.

## Опис
Максимальна стандартна (без хвостового плавця) довжина 55,3 мм. Найбільша висота тіла становить 18,7-24,6 %, висота хвостового стебла 11,3-15,4 %, а довжина хвостового стебла 12,7-21,6 % стандартної довжини. Риби мають загострену морду з широким ротом, щілина якого спрямована догори. Довжина голови становить 25,2-30,8 %, довжина морди 5,7-8,6 %, діаметр ока 6,2-10,4 %, міжорбітальна відстань 8,8-14,6 %, посторбітальна відстань 9,7-13,2 % стандартної довжини. На кожній щелепі є один ряд трохи загнутих назад конічних зубів. 10-11 тичинок розташовані на першій зябровій дузі.

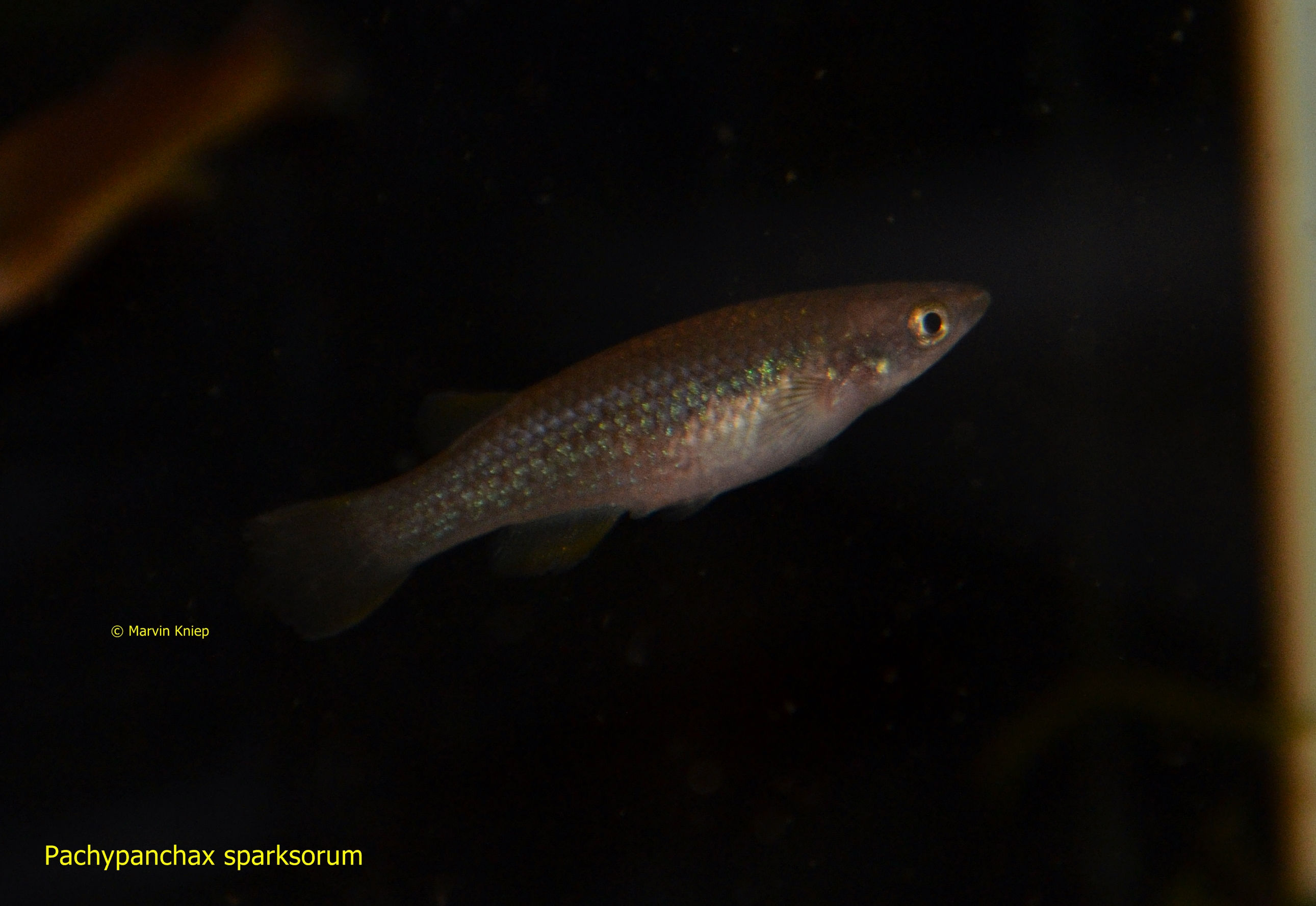
Самка Pachypanchax sparksorum.

Предорсальна (до початку спинного плавця) довжина становить 70,1-76,7 %, довжина основи цього плавця 9,6-16,1 % стандартної довжини. Спинний плавець має 2-4 нерозгалужені й 8-11 розгалужених (всього 11-14) променів, восьмий або дев'ятий промінь у самців та сьомий або восьмий промінь у самок найдовший. Преанальна (до початку анального плавця) довжина становить 58,3-67,5 %, довжина основи цього плавця 17,7-25,1 % стандартної довжини. Плавець має 2-3 нерозгалужених і 14-18 розгалужених (всього 17-21) променів, чотирнадцятий або п'ятнадцятий промінь у самців, дев'ятий або десятий промінь у самок найдовший. Хвостовий плавець обрізаний, але із закругленими кутами. В грудних плавцях по 14-16 променів, довжина найдовшого променя становить 12,5-17,3 % стандартної довжини. Відстань від кінчика морди до початку черевних плавців становить 47,0-54,7 % стандартної довжини, ці плавці мають по 1 нерозгалуженому та по 5 розгалужених променів.
Луски циклоїдні, 32-33 по середній бічній лінії, 14 поперечних рядів лусок безпосередньо перед початком анального плавця. Луски на грудях вдвічі менші, ніж на боках. Фронтальні луски типу E, можуть бути присутні також луски типу H або G. Два ряди лусочок на щоках. Від половини до трьох чвертей прикореневої частини хвостового плавця щільно вкриті лусками
Самці мають насичене червоне забарвлення, краї спинного та анального плавців чорні. Забарвлення самок невиразне.

## Поширення
Спарксовий пахипанхакс поширений на північному заході Мадагаскару, а саме на півночі колишньої провінції Махадзанга (тепер область Софія). Ендемік басейну річки Анкофія (Ankofia). Його присутність була зафіксована лише в струмках, що впадають у річку Анкофія та її головну притоку Ажингу (Anjingo). Вид має обмежений ареал, розрахункова площа якого становить 610 км².
Pachypanchax sparksorum зустрічається у значних кількостях по всьому ареалу й не відчуває конкуренції з боку інших риб. Однак через обмежене поширення потенційна втрата середовищ існування внаслідок вирубування лісів на території водозбору Анкофії може спричинити зникнення виду.
Місцеві жінки та діти ловлять рибу за допомогою тандрогу, свого роду кошика або неводу, виготовленого з москітної сітки. Виловлена риба, в тому числі й спарксовий пахипанхакс, йде для домашнього споживання.
В неволі Pachypanchax sparksorum утримується лише в акваріумах приватних власників, йдеться приблизно про 100 дорослих особин, за даними 2020 року. В акваріумах зоопарків та інших офіційних установ на той час він був відсутній.

## Спосіб життя
Прісноводний бентопелагічний вид риб. Мешкає як у головному руслі річок Анжингу та Анкофія, так і в їхніх невеликих притоках, що протікають певною мірою деградованим листяним лісом. Тримається на мілководних ділянках, шукає укриття біля берегів або серед каміння. У посушливий період місцеві струмки неглибокі, з помірною течією. Вода в них прозора, з показником pH 6,8–7,0, м'яка (загальна твердість 34,2–40,0 ppm), бідна на розчинені речовини (електропровідність 28–31 мкСм/см²). Дно складається з корінної породи із вкрапленнями гальки та плямами піску або гравію. Береги річок поросли густою рослинністю, що звисає над водою, але ні нитчастих водоростей, ні судинних водних рослин тут немає.
В одних водоймах з Pachypanchax sparksorum водяться Arius festinus, Teramulus waterloti, Ambassis natalensis, Scatophagus tetracanthus, Ptychochromis inornatus, Paretroplus damii, неідентифіковані представники родин Mugilidae, Eleotridae та Gobiidae.
Харчується спарксовий пахипанхакс дрібними креветками, наземними й водними комахами та їхніми личинками.
Самі риби стають здобиччю хижих водних комах та рибоїдних птахів.
P. sparksorum розмножується протягом літа південної півкулі. За спостереженнями в умовах акваріума, поведінка під час залицяння та механізм нересту виду подібні до тих, що спостерігалися в інших видів Pachypanchax. Особливістю є те, що окремі ікринки після запліднення можуть залишатися прикріпленими до черева самки й відпадають через кілька годин.